# Ram Khamhaeng
În 1278, un prinț numit "Ramkhamhaeng" a  moștenit conducerea unei împărății mici și neimportante din Sukhothai. În douăzeci de ani,  utilizează o combinație strălucită de geniu militar și diplomație perspicace și a extins granițele țării sale și influența pentru a acoperi o mare parte din Asia de Sud-Est. Istoricii sunt împărțiti  în privința existenței istorice a lui  Ramkhamhaeng. Cu toate acestea, Ramkhamhaeng sau Phra Ruang, rămâne o figură-cheie în istoria Thailandei.Ca și Regele Arthur pentru englezi,este o figură-emblemă pentru thailandezi.

## Istoria timpurie
Nu se cunosc multe despre viața timpurie a lui Ramkhamhaeng. Părinții lui au fost regele  Sri Indraditya și regina Sueang. El a avut două surori și doi frați mai mari, dintre care unul a murit timpuriu și de altă natură, Ban Mueang, care a devenit rege la moartea tatălui lor. Ramkhamhaeng    a studiat  sub instrucția  poetului înțelept,Sukathanta.
La 19 ani el a servit sub tatăl său în timpul atacului din urmă asupra orașului Sukhothai, care  era ocupat de Khmeri. Succesul acestui atac a extins foarte mult puterea regelui, în esență,   Sukhothai s-a instituit ca un regat independent. Ca urmare a acțiunilor sale eroice din timpul luptei, prințul a  primit  titlul de "Phra Ram Khamhaeng", sau Rama Bold.
La moartea tatălui său, în 1257, fratele său, noul rege Ban Mueang, l-a pus pe  Ramkhamhaeng responsabil de orașul Si Sat Chanalai. Ban Mueang a murit  douăzeci de ani mai târziu, și Ramkhamhaeng a  urcat la tron.

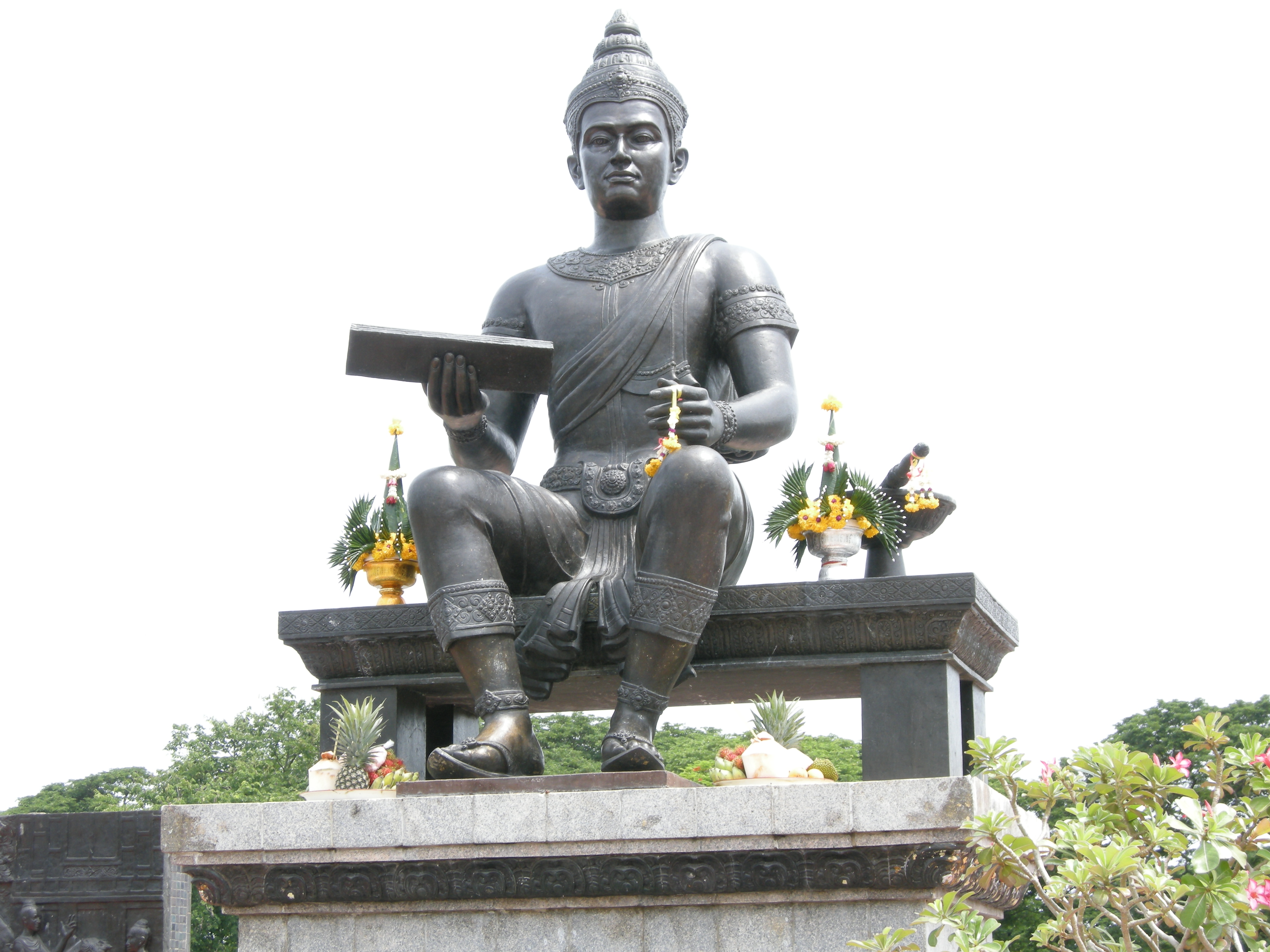
Ram Khamhaeng Sukhothai din Historical Park Thailand

## Domnie
Siam în secolul al XIII-lea și XIV a fost un centru de  orașe-state a căror influență și putere au crescut. Sukhothai (numele de "Siam" nu a apărut până în prezent mai târziu, în orașul Ayutthaya, care a fost la început un concurent al lui Sukhothai), împreună cu Chiang Mai, a fost unul dintre aceste state oraș-apărute în timp ce imperiul khmer era  diminuat . Pentru a marca granițele actuale ale  influenței simțite a  Sukhothai  și în cazul în care nu a fost ignorat  natura guvernării la acea vreme,s-a pus bazele unui sistem care s-a concentrat asupra preluării tributului, faima și carisma, având rezultate  mult mai benefice decât a făcut-o  controlul direct.  Sukhothai a fost de mai multe  ori sub controlul khmer și alte forțe și  în alte momente, oarecum independent.
Armatele Sukhothai, ocazional, s-au aliat  și s-au luptat ocazional cu Khmer, Lanna (Chiang Mai) și Siam  (Ayutthaya),care a atins apogeul. Istoriografia modernă thailandeză, în general, trece  peste conflictul dintre Sukhothai și Ayutthaya,preferând să-l denumească "transfer de putere".

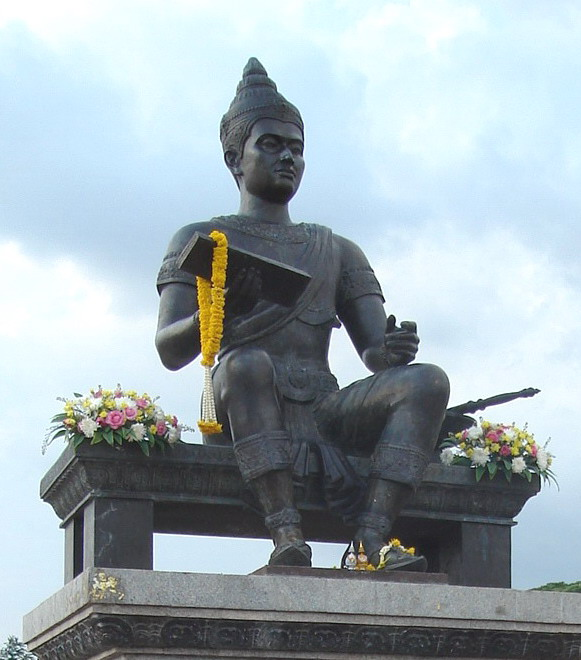

## Artă și Cultură
Ramkhamhaeng a fost un înfocat patron al  budismului. De asemenea, el a susținut artele și expresia artistică thailandeză ce a atins un nivel deosebit de ridicat în timpul domniei sale, în special în sculptura din bronz și ceramică.

## Moartea lui Ramkhamhaeng
Ramkhamhaeng a murit în 1298. Imperiul său extins, menținut cu  magnetismul său personal și diplomația ingenioasă, nu a supraviețuit mult timp după moartea sa.Multe  provincii  îndepărtate  s-au desprins imediat. Sukhothai  a supraviețuit  încă un  secol înainte de a fi căzut.

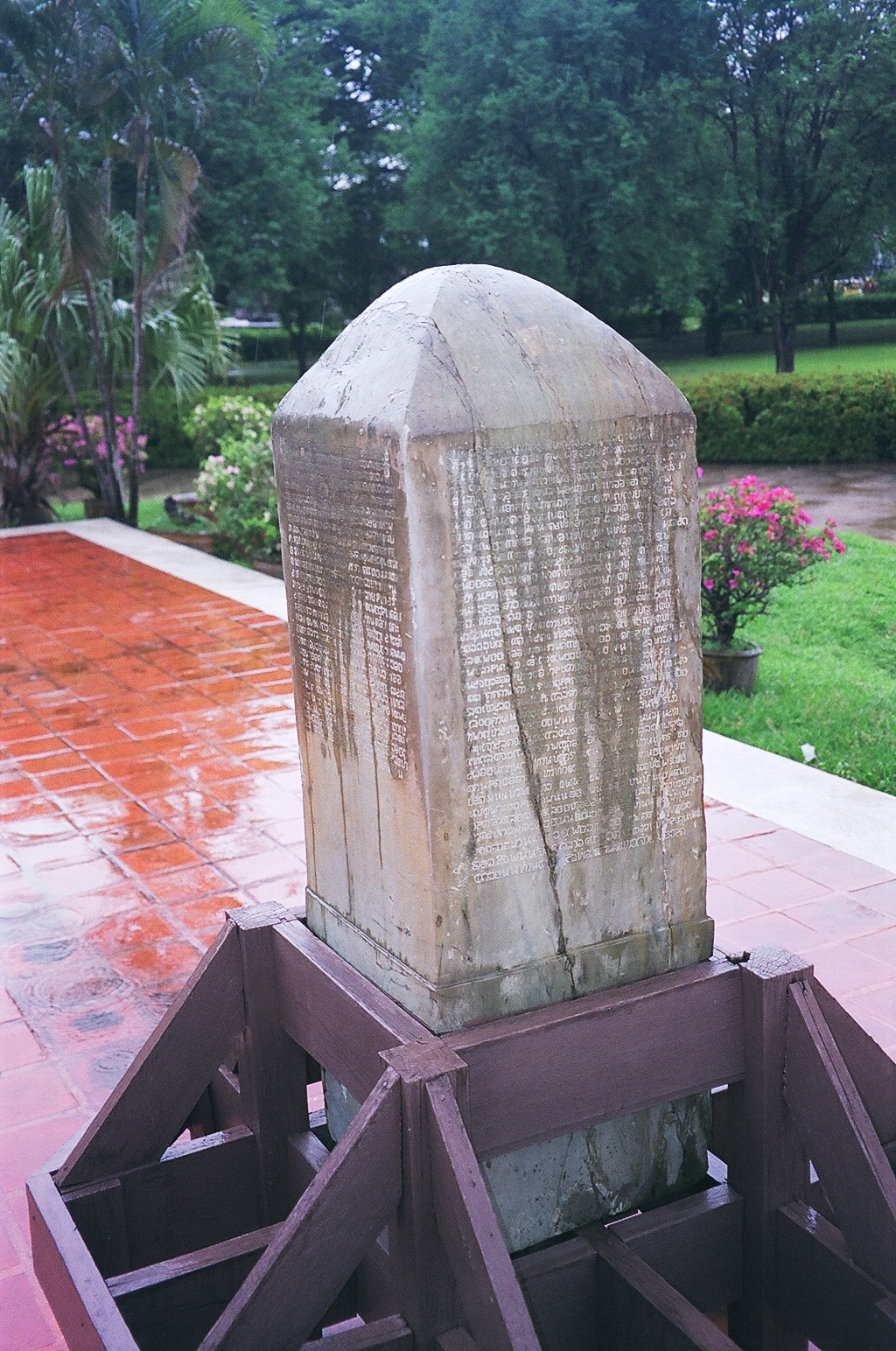
Ramkhamhaeng Inscription